# Joaquín Ormeño Malone
Luis Joaquín Ormeño Malone (Lima, 30 de mayo de 1958 - Ibidem, 9 de enero del 2020) fue un economista y político peruano. Fue congresista de la república durante el periodo 2000-2001 y regidor del distrito de La Victoria en 1999.

## Biografía
Nació en la ciudad de Lima, el 30 de mayo de 1958.
Realizó sus estudios primario y secundarios en el Colegio San Agustín. Luego, estudió la carrera de economía en la Universidad Inca Garcilaso de la Vega.
Fue director de Lima Banda S.A.C., empresa fundada en agosto de 1979 que se dedicaba al reencauche de neumáticos para vehículos automotores en general, comercialización de neumáticos nuevos así como el mantenimiento preventivo y reparativo de los componentes conexos al sistema de direcciones. Fue también director de Intraserv Cinco S.A.C., empresa dedicada al negocio inmobiliario. Adicionalmente, Intraserv Cinco S.A.C., docente de la Universidad Ricardo Palma desde el 2008. Dictaba el curso de Gerencia de Empresas Turísticas en la Escuela de Turismo y Hotelería de la Facultad de Ciencias Económicas y Empresariales.
Fue docente de la Universidad de San Martín de Porres en la Facultad de Ciencias de la Comunicación, Turismo y Psicología, en la Escuela de Turismo y Hotelería entre 2002 y 2006 y en la Universidad Nacional Mayor de San Marcos entre los años 2002 y 2003. Dictó el curso de Transporte Turístico y Recreativo.
Fue director de la exitosa empresa de su familia: Expreso Internacional Ormeño S.A.

## Carrera política
En 1999, Joaquín Ormeño inicia su carrera política cuando fue elegido como regidor del distrito de La Victoria por el movimiento fujimorista Vamos Vecino. Renunció luego con miras a las próximas elecciones convocadas.

### Congresista de la República
En la elecciones parlamentarias del año 2000, Ormeño postuló al Congreso de la República como miembro de la alianza Perú 2000 liderada por Alberto Fujimori para su tercer gobierno. Ormeño resultó elegido como congresista, con 30,435 votos, para el periodo parlamentario 2000-2005.
Durante su labor parlamentario, fue presidente de la Comisión de Turismo y Telecomunicaciones. También fue miembro de la Comisión de Infraestructura y Transportes, de la Comisión de Fiscalización y de la Comisión de Presupuesto.
En noviembre del 2000, tras la publicación de los Vladivideos y la renuncia de Alberto Fujimori a la presidencia de la república mediante un fax, su cargo parlamentario es reducido hasta el 2001 donde se convocaron a nuevas elecciones generales. Ormeño luego terminó renunciando a Perú 2000 en septiembre del mismo año para luego conformar una bancada independiente liderada por Cecilia Martínez del Solar.
En las elecciones del 2006, Ormeño volvió a postular nuevamente al Congreso de la República por la alianza Con Fuerza Perú representando al Departamento de Ica, sin embargo, no resultó elegido.

## Fallecimiento
El 9 de enero del 2020, Joaquín Ormeño falleció a los 61 años en Lima, víctima de un cáncer.

## Estudios realizados
Universidad de Piura, Programa de Alta Dirección (PAD), Lima - Perú, junio - octubre de 1997
Northwestern University, J.L. Kellogg Graduate School for Management, CEO Management Program, Chicago - USA, agosto de 1996
Centro de Altos Estudios Militares (CAEM), XXXVI Curso de Defensa Nacional, Lima - Perú, enero - diciembre de 1986
Taller Técnico de Entrenamiento Bandag Incorporated, Curso de certificación de técnico en reencauche, Iowa - USA, marzo de 1984
Universidad Particular Inca Garcilazo de la Vega, Economía, Lima - Perú, 1976 - 1982